# Asan (Guam)
Asan (czamorro: Assan) – okręg administracyjny Guamu, w którego skład wchodzą dwie miejscowości: Asan oraz Maina. Okręg ma powierzchnię 16 km², a zamieszkany jest przez 2137 osób (dane spisowe z 2010).